# Roques de Benet
Les Roques de Benet o Roques d'en Benet, de 1.017 metres, estan situades al centre de tot el conjunt de muntanyes, separades del municipi d'Horta de Sant Joan per una gran plana. Atreuen la mirada i són punt de referència de tot el territori. Aquestes impressionants roques, són una de les formacions muntanyoses més característiques i emblemàtiques del Parc Natural dels Ports. Les seves parets verticals de conglomerat s'aixequen gairebé 300 m i cauen a plom sobre un sòcol calcari.
El seu nom originari, Bene, és àrab i ja està recollit a la carta de poblament cristià del segle xii. El camí per pujar-hi està indicat i és apte per a tothom que tingui una mínima forma física. Des del cim del Castell, a 1017 m, gaudim d'una visió a vol d'ocell fantàstica de tota la plana que tenim al davant i de les muntanyes que l'envolten.
En un dia clar es poden veure els Pirineus a l'horitzó.
Aquest cim està inclòs al llistat dels 100 cims de la FEEC amb el nom de Roques de Benet (El Castell). 